# Roucy Felícia aragóniai királyné
Roucy Felícia (Barbastro, 1060 körül – Barcelona, 1123. május 3.) aragón és navarrai királyné, I. Sancho aragón és V. Sancho néven navarrai király felesége.
Szülei: IV. (Montdidier-i) Hilduin gróf és Roucy Alíz.

## Élete
1076-ban hozzáment a körülbelül 34 éves, egygyermekes I. Sancho Ramírez aragóniai–navarrai királyhoz, aki addigra már túl volt egy váláson. Körülbelül 18 évig voltak házasok, s az idő alatt három fiuk is született:
- Ferdinánd (? – 1090?), valószínű, hogy még kisgyermekként meghalt, nyilván valamilyen gyermekbetegség következtében

- I. Alfonz aragóniai király (1073/74 – 1134. szeptember 7.), féltestvére, I. Péter aragóniai király után 1104-től ő lett a navarrai és az aragóniai királyság következő uralkodója. 1109-ben nőül vette a körülbelül 30 éves, özvegy és kétgyermekes Jiménez Urraca kasztíliai–leóni királynőt, ám frigyüket 1110-ben érvénytelenítette a pápa, mivel a házastársak másod-unokatestvérek voltak. Közös gyermekük nem született.

- II. Ramiro aragóniai király (1086. április 24. – 1157. augusztus 16.), fivére, a gyermektelen I. Alfonz halála után ő lett Aragónia következő uralkodója. 1135. november 13-án nőül vette az özvegy, háromgyermekes, körülbelül 30 esztendős Aquitániai Ágnes hercegnőt. 21 évig voltak házasok, s egy leányuk született, Petronila, 1136. június 29-én, aki apja halála után Aragónia királynője lett.

Az asszony 1094. június 4-én megözvegyült, ám többé nem ment férjhez.
Felícia végül majdnem 29 évnyi özvegység után, 1123. május 3-án, körülbelül 63 évesen távozott az élők sorából, Barcelonában.